# Nolima
Nolima  (лат.) — род хищных насекомых из семейства мантиспид отряда сетчатокрылых. 8 видов. 

## Этимология
Название рода Nolima это анаграмма от слова Molina, фамилии испанского богослова и иезуита Луиса Молина (Luis de Molina, 1535—1600).

## Распространение
Новый Свет: Северная и Центральная Америка (от США до Коста-Рики). 

## Описание
От близких родов отличается выступающим вертексом головы и пронотумом вдвое более длинным, чем его высота. Передние ноги хватательного типа, как у богомолов. Базальный тарзомер протарзуса без ланцетовидного выступа. Крыло с полуокруглым небольшим птеростигмальным тёмным пятном. основная окраска желтовато-коричневая. Биология малоизучена. Личинки питаются куколками и личинками жуков, куколками бабочек и двукрылых, личинками перепончатокрылых, а также яйцами и парализованными взрослыми пауками. 

## Классификация
Род был впервые выделен в 1914 году испанским энтомологом Л. Навасом (Longinos Navás, 1858—1938), описавшим первые три вида этого рода (Nolima praeliator, Nolima pugnax и Nolima victor Navás, 1914). Род включают в состав подсемейства Calomantispinae
.
- Nolima costaricensis Reynoso & Contreras, 2019 — Коста-Рика[2]
- Nolima dine Rehn, 1939[6]
- Nolima infensa Navás, 1924 — Коста-Рика[7]
- Nolima kantsi Rehn, 1939
- Nolima pinal Rehn, 1939
- Nolima praeliator Navás, 1914[1]
- Nolima pugnax Navás, 1914
- Nolima victor Navás, 1914